# Katastrofa lotnicza w Downend
Katastrofa lotnicza w Downend miała miejsce 6 listopada 1957 roku, kiedy prototyp samolotu Bristol Britannia rozbił się w lesie w pobliżu Overndale Road w Downend, na przedmieściach Bristolu w Anglii, podczas podejścia do lądowania na lotnisku Filton podczas lotu próbnego. Wszystkie osoby na pokładzie, czterech członków załogi i 11 techników zginęło w katastrofie.
Nabożeństwo żałobne odbyło się w katedrze w Bristolu w dniu 19 listopada 1957 roku. Tablica pamiątkowa na miejscu katastrofy, teraz zwana Britannia Wood, została odsłonięta przez wdowę po jednym z pilotów 3 listopada 2007 roku.

## Przyczyna
Dokładna przyczyna katastrofy nigdy nie została ustalona, ale podejrzewano, że była to usterka autopilota, prawdopodobnie z powodu wadliwego okablowania. Firma, która wyprodukowała system autopilota, wydała oświadczenie zaprzeczające tym doniesieniom, ale mimo wszystko zmieniła system w nowszych samolotach. Oficjalny raport podaje przyczynę nieznaną, ale dodano, że „systemu autopilota nie można wykluczyć jako prawdopodobnej przyczyny”.

## Ofiary
Wszystkie 15 osób na pokładzie zginęły w katastrofie. Pomimo że samolot rozbił się w dzielnicy mieszkalnej nikt na ziemi nie zginął. Jedną ranną, mieszkającą przy Overndale Road, zabrano do szpitala. Kiedy kobieta wieszała pranie w ogrodzie, jeden z silników i część skrzydła wylądowały obok jej domu.

## Linki zewnętrzne

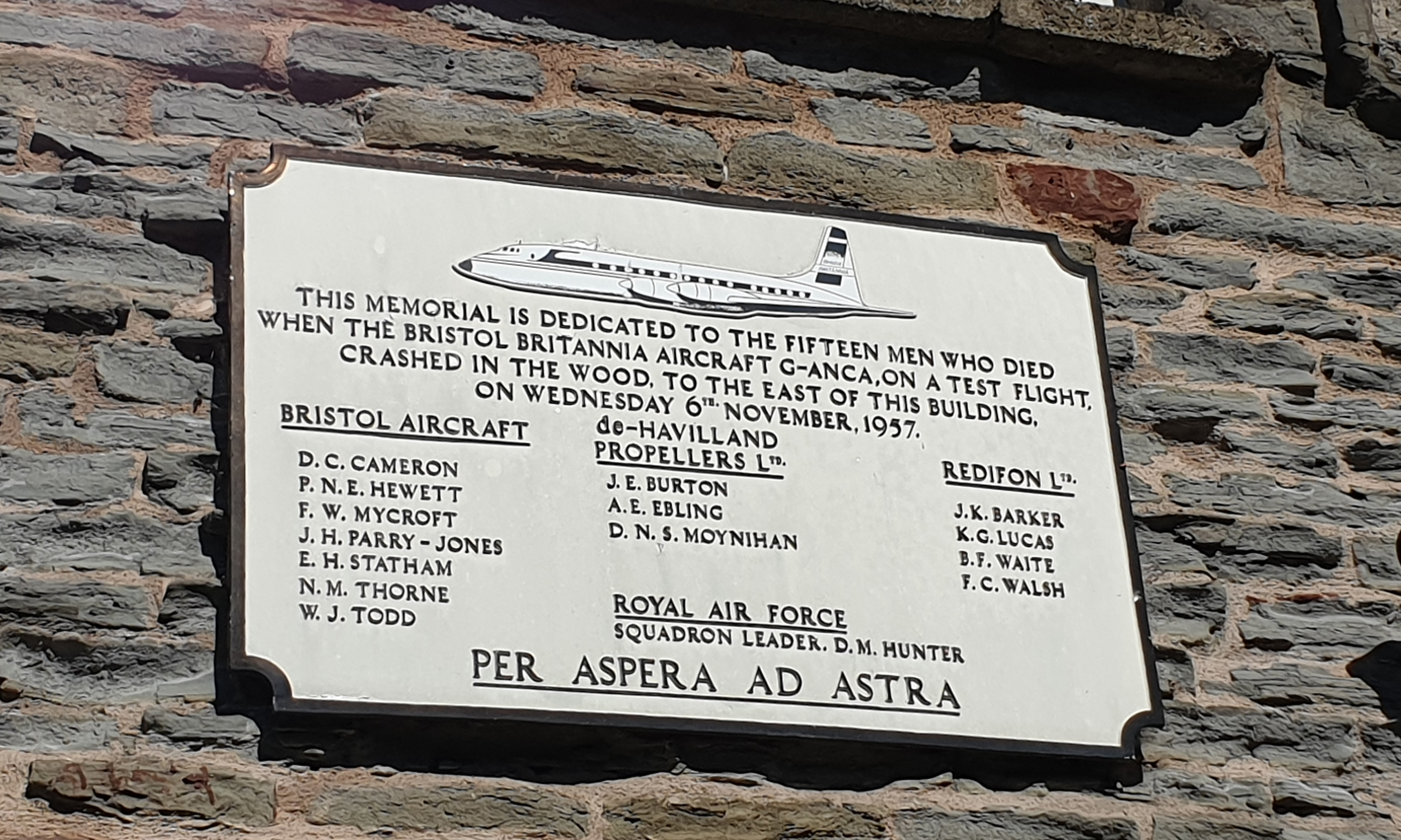
Tablica pamiątkowa w pobliżu miejsca zdarzenia